# Magdeburger Feuerversicherungs-Gesellschaft
Die Magdeburger Feuerversicherungs-Gesellschaft ist ein in Hannover tätiges Versicherungsunternehmen.

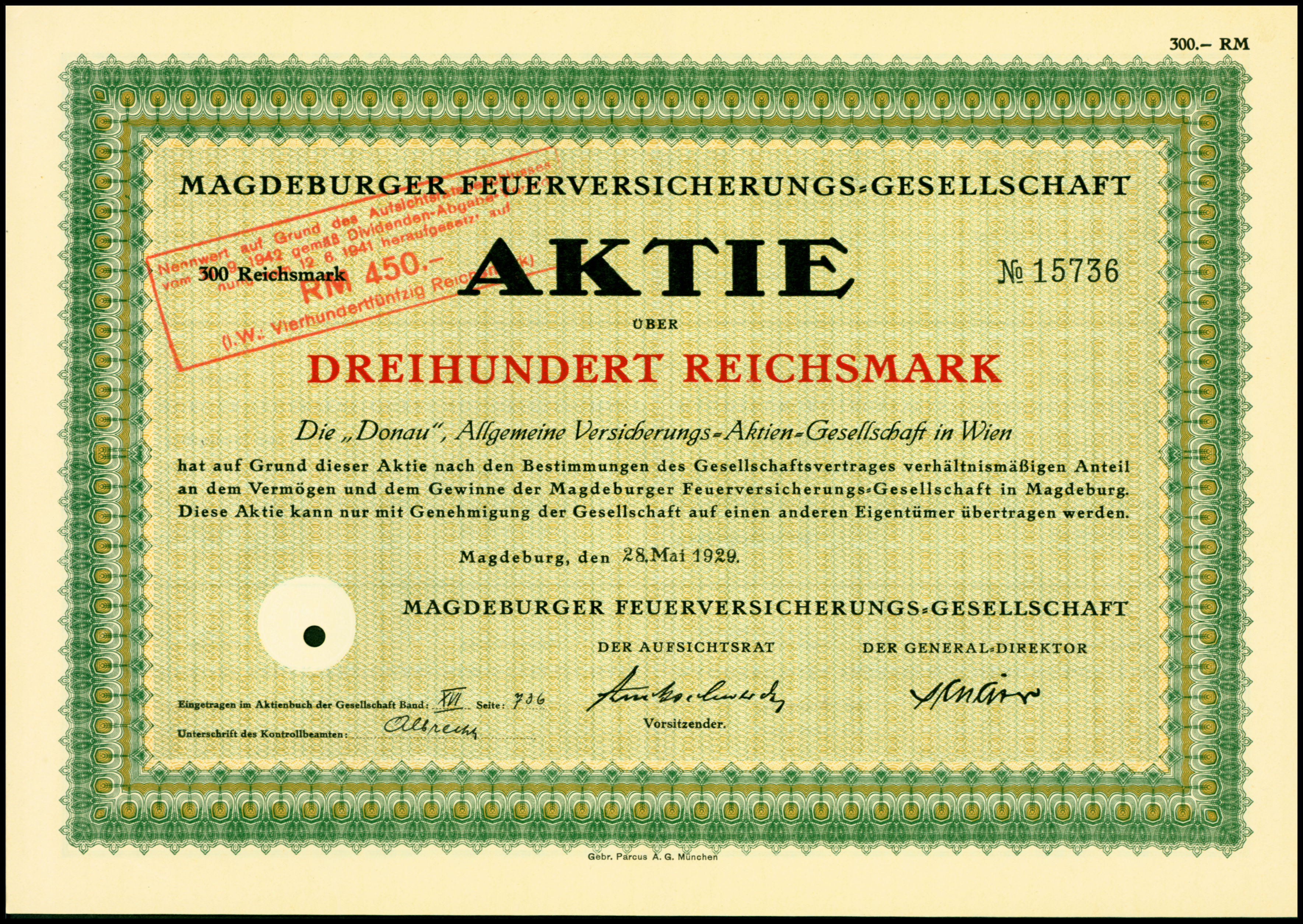
Namensaktie über 300 RM der Magdeburger Feuerversicherungs-Gesellschaft vom 28. Mai 1929

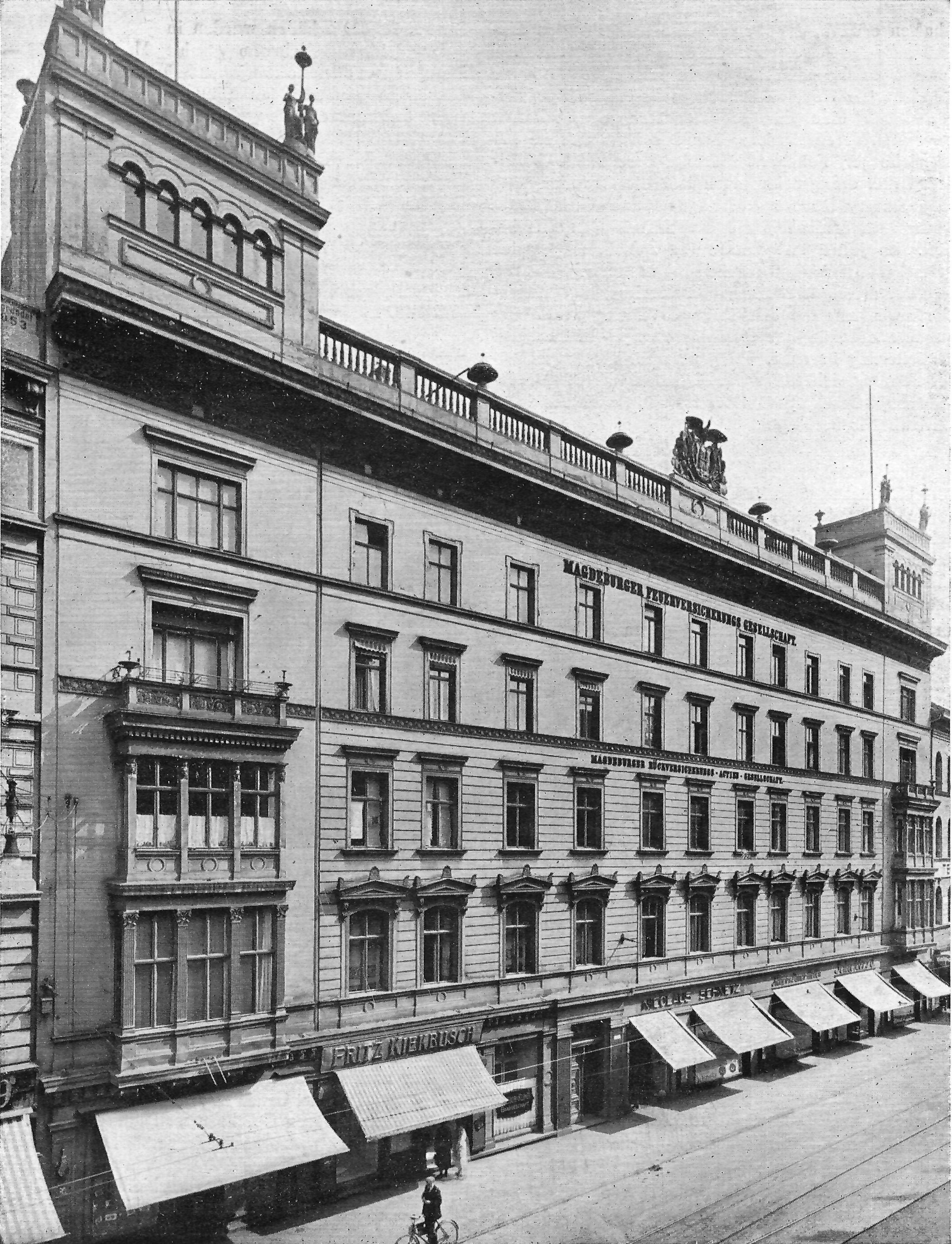
Sitz der Gesellschaft im Breiten Weg 7/8 in Magdeburg in den 1920er Jahren

Die Versicherung wurde am 2. September 1844 von dem Magdeburger Friedrich Knoblauch (1805–1879) gegründet. Das Startkapital belief sich auf 15 Mio. Mark. Bereits 1853 war sie auch im Ausland so z. B. in Nordamerika tätig.
1899 wurde Hermann Vatke als Nachfolger des verstorbenen Robert Tschmarke zum Generaldirektor der Magdeburger Feuerversicherungs-Gesellschaft gewählt., der er bis 1916 blieb. 
Vatke wickelte die in den USA im direkten Geschäft über eine Tochtergesellschaft – die „Magdeburger Fire Insurance Company of New York“ – aufgebauten Positionen ab. Diese Entscheidung verhinderte eine mögliche Pleite der Versicherungsgesellschaft. Das Erdbeben von San Francisco im Jahre 1906 erschütterte die Magdeburger Gesellschaft nicht, im Gegensatz zu einigen deutschen Feuerversicherern die liquidiert werden bzw. fusionieren mussten.
Von 1930 bis 1945 war Wilhelm Berndt Generaldirektor des Unternehmens. 1946 wurde der Firmensitz aufgrund der Enteignungen in der SBZ nach Salzgitter verlegt, 1948 nach Fulda und 1959 nach Hannover. 
Sie gehörte zu den großen deutschen Feuerversicherungen. Die Magdeburger Feuerversicherungs-Gesellschaft mit ihrer Direktion am Breiten Weg 7/8 galt als der deutsche Branchenprimus des 19. Jahrhunderts.
Derzeit gehört die Magdeburger Feuer zum Allianz-Konzern. Seit August 2020 ist sie Rückensponsor des türkischen Fußballclubs Galatasaray Istanbul.